# 그때 키스해 두었더라면
《그때 키스해 두었더라면》(あのときキスしておけば 아노토키키스시테오케바[*])는 2021년 4월 30일부터 6월 18일까지 아사히 TV에서 방영된 일본의 드라마이다. 주연은 마츠자카 토리이다.

## 방송 시간
| 방송 채널 | 방송 기간                  | 방송 시간                    | 지역 | 비고 |
| --------- | -------------------------- | ---------------------------- | ---- | ---- |
| 아사히 TV | 2021년 4월 30일 ~ 6월 18일 | 매주 금요일 밤 11:15 ~ 12:15 | 일본 |      |

### 웹 스트리밍
| 서비스 사이트 | 업로드 기간               | 업로드 시간        | 지역     | 비고 |
| ------------- | ------------------------- | ------------------ | -------- | ---- |
| KKTV          | 2021년 5월 1일 ~ 6월 19일 | 매주 토요일 업로드 | 대만     |      |
| 도라마코리아  | 2021년 5월 7일 ~ 6월 25일 | 매주 금요일 업로드 | 대한민국 |      |

## 등장 인물

### 주요 인물
- 마츠자카 토리 : 모모치 노조무(桃地のぞむ) 역 - 주인공, ‘슈퍼 유메하나’(スーパーゆめはな) 사카마츠점의 청과물 담당[1]
대히트 만화 “SEIKA의 하늘”(SEIKAの空)을 읽는 게 삶의 보람인 청년이다. 우연히 만난 작가 토모에(카니카마 죠)에게 자질구레한 용무를 받는 중에 그녀에게 호의를 가지게 되며, 키스 직전까지 가지만 본디부터의 소심함과 존경하는 토모에로의 분위기에 눌려서 키스를 피한다. 토모에와 둘이서 오키나와로 여행을 가지만, 나하 공항의 탈주로에서 오버런 사고로 토모에게 사망한 후에, 자신이 토모에라고 하는 중년 남성 마사오가 도움을 요청한다. 처음에는 믿을 수 없었지만 둘이서만 알고 있는 이야기를 듣고, ‘SEIKA의 하늘’의 최신화 원고를 보고, 눈물 흘리면서 남성의 몸에 들어가게 된 처지에 괴로워 하고 있는 모습을 눈으로 보고 난 후에 마사오(토모에)의 말을 믿게 된다.
자신이 현세에 있을 수 있는 시간이 얼마 남지 않게 되었다는 것을 알게 된 마사오(토모에)는 이별을 하려고 하지만 토모에가 좋아서 평생 함께 하고 싶은 마음을 고백하게 되며 결국 마사오(토모에)는 키스를 한다.
그 키스를 마지막으로 마사오의 몸에 토모에가 들어오지 않아서 토모에가 없어져 버렸다는 쓸쓸함을 달래기 위해서 슈퍼 일에 집중하려고 한다. 그 모습을 지켜봐온 동료들이 마사오(토모에)와의 결혼식을 준비하며 토모에가 들어온 척 연기를 한 마사오와 결혼식을 올리지만 마사오의 연기임을 알고 있었던 모모치는 토모에를 그리워하는 마음에 마사오에게 키스를 부탁한다. 그러자, 토모에는 다시 마사오의 몸으로 빙의를 하며 그녀와 마지막 이별의 키스를 한다.
토모에가 사망하고 1년 후, 다시 마사오에 빙의를 해서 토모에와 재회하거 된다.
- 아소 쿠미코, 이우라 아라타 : 유이즈키 토모에(唯月巴) 역[1] (아역: 오치이 미유코) - 만화가, 대히트 작품 “SEIKA의 하늘”(SEIKAの空)의 작가, 필명은 카니카마 죠(蟹釜ジョー)이다.
탑승했던 오키나와 행 비행기편이 오버런 사고를 당해서 사망하게 되지만, 영혼은 옆 자리에 탔었던 마사오의 몸으로 들어간다[1].
몸이 화장이 된 후에도 ‘카미카마 죠’로 집필한 ‘SEIKA의 하늘’의 최신화를 토겐 출판의 스토레이지에 업로드를 계속 하였으며 편집 부원을 혼란시키게 하지만, 마사오의 모습을 하게 된 토모에의 정체를 알게 된 타카미자와 하루토의 도움을 받았으여, 편집부 모두에게 마사오의 모습인 카니카마 죠를 인정받게 된다. 0
마사오의 아내인 호나미와 아들인 유타로도 몸이 바뀐 것을 믿게 됨 후에는 마사오의 몸을 빌려서 만화를 계속 그릴 수 있는 것에 감사를 표하여 만화로 얻게 되는 원고료나 인쇄세를 마사오의 집과 토모에의 친모에 분배를 하여서 가계를 유지할 수 있게 지원을 한다.
자신이 현세에 있을 수 있는 시간이 얼마 남지 않았다는 것을 알고 남은 시간을 ‘SEIKA의 하늘’을 집필하는 것에 쓰고 싶다는 구실로 모모치에게 이별을 알리지만 진지하게 마음을 부딪치는 모모치에게 본심을 꺼내게 된다.
사망하였음에도 현세에 되돌아 올 수 있는 것은 천계에서 ‘소생 추첨회’로 1등을 받았기 때문이다[a].
- 이우라 아라타 : 타나카 마사오(田中マサオ) 역[1]
‘아라이구마 청소’의 청소부. 탑승했던 오키나와 행 비행기 사고를 당했을 때 토모에의 영혼에 몸을 뺏긴다[1]
청소부로 일하기 전에 부동산 회사에서 일하였으며 거기서 접수를 하고 있던 호나미와 결혼하여서 외동아들 유타로를 낳지만 그 부동산 회사의 구조 조정을 당하였으며 그 것을 호나미에게 말을 꺼내지 못한 채로 빚이 쌓여서 가족간의 관계가 멀어져 버리게 되며, 가명으로 비행기 티켓을 구입하여서 오키나와로 가서 자살하려던 마음을 일기로 남겨 뒀다.
토모에의 영혼이 들어온 이후, 인격이 소멸되었다고 생각되었지만, 모모치가 마사오(토모에)에게 키스를 하려던 때에 비행기 사고로 혼수 상태였던 인격이 각성한다.
혼수에 빠져 있었던 사이에 토모에가 자신의 빚을 대신 갚아줘서 호나미가 친절해졌다고 생각했지만 아들 유타로로부터 살아돌아 옴 것에 눈물을 흘리면서 반겨주어서 빚만이 문제가 아니라 가족과의 응어리도 풀렸던 것을 실감한다. 토모에로부터 좀더 호나미와 사이좋게 지내라는 충고를 받고 그녀와 데이트를 하며 유타로로부터 결혼 반지를 찾았다는 것을 알려주면서 호나미에게 끼워주며 두 번째 프로포즈를 하여서 호나미와의 인연을 되돌린다.
토모에가 사라진 쓸쓸함을 잊기 위해 열심히 슈퍼 일에 몰두하는 모모치를 위해서 호나미와 몸비 바뀌게 된 계기로 알게 됨 사람들과 협력해서 토모에로 빙의된 척 연기를 하며 모모치와 결홈식을 올린다.

### ‘슈퍼 유메하나’ 종업원
노조무가 근무하고 있는 슈퍼마켓이다.
- 네코제 츠바키 : 고다 히토코(郷田ひと子) 역[2] - 청과물 담당의 리더격인 아주머니[3].
일에서의 실패가 많은 모모치를 격려하는 등 잘 돌봐준다. 모모치가 마사오(토모에)를 타카미자와가 데례간 것에 질투하였을 때에는 모모치에게 연애 충고를 해준다.
마사오의 인격이 각성하고 토모에가 없어져 버려서 복잡한 심경으로 얼굴이 굳어진 모모치의 변화를 알아차시로 모모치의 고밈 상담을 들어줄 때에 마사오와 토모에의 몸이 바뀌게 된 이야기를 들었으며 힘들면 주변의 동료들에게 좀 더 의지하라고 충고한다.
- 롯카쿠 신지 : 소리마치 신지(反町真二) 역[2] - 본사의 ESV(이그제큐티브 슈퍼바이저)[3], 타나카 마사오의 친구, 스무살 아내가 있는 기혼자
잘못된 지시를 해서 종업원으로부터 지적받아도 듣지 않고, 본부로부터 지적받으면 종업원 탓으로 하여서 자신의 책임을 임정하려 하지 않기 때문에 싫어하며, 뒤에서는 ‘이그제큐티브 신지’, ‘망할 버섯’(クソキノコ)라고 불린다.
인격이 각성한 마사오가 다시 자살하려고 했기 때문에 모모치가 불러서 마사오 같이 찾은 것으로부터 토모에와 마사오의 몸이 바뀐 이야기를 듣고 그 이야기를 믿게 된다.
- 아나미 아츠코 : 미즈이데 키요미(水出清美) 역[2] - 청과물 담당의 베테랑 사원[3], 테즈카 오사무의 팬
‘카미카마 죠’의 안티로 SNS에서 ‘머디 워터’(マディウォーター)라는 닉네임으로 ‘SEIKA의 하늘’이나 상사의 소리마치의 악플을 올리고 있다. 술집 회식에서 소리마치의 악플을 SNS에 작성하고 있는 모습을 모모치가 목격하게 되면서 정체가 밝혀진다. ‘카니카마 죠니’(蟹釜ジョニー)로 ‘SEIKA의 하늘’이 계속 연재되자 슈퍼 유메하나에서 여전히 악플을 올리지만, 그 때 악플에 반론하는 팬인 ‘격렬 피치’(ゲキレツpeach)가 모모치인 것을 알게 되고, 그로부터 ‘SEIKA의 하늘’ 팬인 것을 지적받으며, 만화를 즐기는 방식은 사람마다 다르며 악플을 올리는 행위 자체는 비난하지 않고 반대로 유타로와 셋이서 코믹마켓에 가자고 권유를 받는다.
- 우라지 누노 : 리샨샨(중국어 간체: 李善善 리산산, り しゃんしゃん)[2] - 청과물 담당의 외국인 사원[3]
마사오를 좋아하며, 아내가 있어도 두 번째도 좋으니 사귀고 싶다고 하고 있다.

### ‘주간 소년 맥시멈’ 편집부
토모에의 “SEIKA의 하늘”을 연재하는 토겐 출판(東源出版)의 소년 만화 잡지 편집부
- 미우라 쇼헤이 : 타카미자와 하루토(高見沢春斗) 역[2] - 부편집장이자, 토모에의 전 남편이자 첫 담당 편집[3]
편집부의 스토레이지에 올라온 사망했을 카니카마 죠의 ‘SEIKA의 하늘’의 최신화의 원고를 진짜라고 판단하고 맥시멈에 연재하자는 것을 편집장에게 말하며 편집부가 기자회견을 열어서 카니카마 죠의 사망을 발표한 후에도 어딘가에 살아있을지 모른다며 회견에 난입하여서 말한다.
회견 후에도 침식을 잊고 짐작 가는대로 토모에가 있을 듯한 곳을 찾아서 돌아다니며 모모치의 집에서 토모에가 있는 곳을 알려달라고 부탁을 하러 왔을 때에 정신을 잃었으며, 간호를 받고 있을 때 마사오(토모에)가 ‘SEIKA의 하늘’을 그리고 있는 모습을 보고 마사오가 토모에임을 확신한다
편집부가 ‘SEIKA의 하늘’ 연재 종료를 결정한다는 그 방침에 따를 수가 없었으며 ‘SEIKA의 하늘’ 완결편을 내어줄 출판사를 찾기 위해 사직서를 내어서 자유로운 편집자가 되는 길을 고르며 둘이서 목숨을 걸고 승부하려고 마사오(토모에)에게 키스를 하지만, 토모에의 마음은 이미 모모치로 옮겨 갔기 때문에 차여버린다. 모모치에게 토모에를 빼앗긴 것을 바에서 눈물을 흘리면서 슬퍼해만 그녀가 선택한 것은 자신이 아니라며 모모치에게 ‘SEIKA의 하늘’의 연재를 계속하게 되었음을 대신 전해달라고 부탁한다.
그 후, 마사오의 인격이 깨어나서 자살하려고 했을 때에는 모모치의 요청에 따라서 같이 찾는 등, 모모치를 ‘버디’라고 부르며, ‘SEIKA의 하늘’의 연재를 위해서 토모에의 인격을 다시 호출하는 것에 협력한다.
마사오(토모에)로부터 자신을 찾아내준 것에 감사 인사를 받았으며, 토모에가 사망하고 1년 후, 이 대사는 영혼을 담고 있지 않다는 토모에와 같은 말을 한 신인 여성 만화가에게 만화가로의 신념을 느끼고 그녀에게 프로포즈를 한다.
- 스미타 타카시 : 이쿠마 타카시(生馬忠士) 역[2] - 편집장
타카미자와로부터 카니카마 죠가 살아 있을 가능성이 있다고 들었지만 기자회견을 열어서 비행기 사고로 사망하고 앞으로 3회 분량의 ‘SEIKA의 하늘’이 미완결인 채로 종료할 것을 경영 판단으로 발표한다.
타카미자와의 카니카마 죠의 생산 여부에 대한 주장을 그림의 터치로 미묘하게 바뀌어 있는 것을 보고 카니카마 죠의 고스트.라이터가 있지 않을까라고 생각하며 키미사키에게 조사를 해보라고 지시를 내린다.
마사오(토모에)가 편집부에 마사오의 몸으로 들어왔다고 설명하고 두 사람만 아는 이야기를 말하지만 받아들이지 못하며 토모에가 생전에 ‘SEIKA의 하늘’의 최신화까지의 플롯을 남기고 있으며 그녀의 뒤를 이어 어시스턴트인 마사오가 집필을 계속하여서 ‘카니카마 죠니’로 작품을 리부트하는 펴팁 방침을 내세워서 계속 연재함을 결정하고 타카미자와의 사퇴를 저지하여 모든 것을 원만하게 수습한다.
연재를 계속하고 토모에로부터 ‘SEIKA의 하늘’의 애니메이션화 승낙을 받으며, 토모에가 사망하고 1년 후에도 ‘SEIKA의 하늘’ 관련 상품의 매상으로 조기에 예산을 달성한다.
- 후지에다 요시키 : 키노사키 마코토(木之崎眞) 역[2] - 편집부원, 타카미자와 하루토의 부하, 토모에의 두 번째 담당 편집[3]
- 카와세 리코 : 쿠리야마 마리에(栗山まりえ) 역[2] - 맥시멈의 홍일점 편집부원, 에로 만화 담당
- 이타쿠라 타케시 : 키무라 쿄헤이(田村恭平) 역[2] - 편집부원[3]
동료인 키노사키로부터 사망한 카니카마 죠의 ‘SEIKA의 하늘’의 최신화가 스토레이지에 올라온 이야기를 듣지만 가족이 하지 않았을까 하며 관심을 두지 않는다.

### 토모에의 가족
- 키시모토 카요코 : 유이즈키 타에(唯月妙) 역[2] - 토모에의 어머니[3]
밤샘 기도나 집을 방문하여 자신이 토모에라고 하는 마사오(토모에)에게 화를 내며, 기분 나빠한다. 하지만, 본인이라고 토모에만 아는 어릴 적 이야기를 하거나 모모치가 두 사람이 몇 번이나 만나, 유명 만화가가 된 후의 토모에의 사람됨을 듣고 토모에가 남성의 몸에 들어간 이야기를 믿게 되며 토모에가 좋아하는 오징어 다리 요리 등의 식사를 대접한다.
마사오가 의식을 되찾았단 이야기를 모모치에게 듣고 그 것이 본래 있어야 할 모습이며 비행기 사고 이후의 1개월 반은 신이 준 기적의 시간이였다며 누군가의 목숨은 언젠가는 끝난다는 것을 모모치나 자신에게 말하며 딸의 빠른 죽음에 슬퍼한다.
토모에가 사망하고 1년 후, 다리와 허리를 신경 쓰고 있던 토모에의 말을 따라서, 호나미가 웹으로 공개하고 있는 훌라 댄스 영상으로 허리와 다리를 단련하고 있다.

### 마사오의 가족
- MEGUMI : 타나카 호나미(田中帆奈美) 역[2] - 마사오의 아내, 도시락 가게에서 아르바이트를 하는 것과 동시에 훌라 댄스 교실을 주재한다[3]
‘카니노키 카마타로’(蟹ノ木釜太郎)라는 이름으로 훌라 댄스 교실에 나타난 마사오(토모에)를 교실에 가입시키지만, 후에 길에서 마사오(토모에)가 모모치 등에 업혀있는 것을 우연히 보고 역시 자신의 남편이 타나카 마사오일 것이라고 생각한다.
부동산 회사에서 구조 조정을 당한 것을 이야기 하지 않고 상담하지 않은 마사오의 태도에 불만을 느꼈으며, 부부 사이는 차가워지며, 그런 마사오가 모모치와 불륜을 하여서 자신과 헤이지기 위해서 기억을 잃었다고 거짓말을 한다고 의문을 갖지만 오키나와에서 비행기 사고를 당해서 마사오의 몸에 토모에의 영혼이 들어간 진실을 마사오(토모에)가 말하며, 상대를 생각하기 때문에 싸움이 되는 것이 두려워져서 이야기를 하고 싶지 않은 것도 있다고 마사오(토모에)로부터 들으며, 몸이 바뀌게 된 이야기를 받아들인다. 그 후, 마사오(토모에)로부터 훌라 댄스 교실에 다녔었던 토모에로 만화가인 카니카마 죠인 것을 알려주며, 남편을 잃은 여성, 남성의 몸에 들어간 여성 만화가로 여자끼리 서로 도우며 의기투합한다.
토모에와 마사오의 결혼식의 여흥으로 출석자들의 훌라 댄스 영상을 인터넷에 올린 것으로 그 영상이 화제가 되어서 일본이 유례없는 훌라 댄스 붐을 끌게 되며, 카리스마 훌라 강사로 유명해진다. 또, 마사오와 부부 사이가 회복하여서 둘째를 임신한다.
- 쿠보즈카 아이루 : 타나카 유타로(田中優太郎) 역[2] - 마사오와 호나미의 아들, 고등학생[3]
마사오가 모르는 남성 모모치와 길에서 붙어있는 모습을 보고 경악한다.
후일, 마사오(토모에)로부터 몸이 바뀌었다는 이야기를 듣고, 친부에게 동경하는 만화가 ‘카니카마 죠’가 빙의뵈어 있다는 것을 기뻐하며 ‘SEIKA의 하늘’ 6권에 사인을 받지만, 한편으로 아버지가 더 이상 돌아오지 않을까 싶어서 슬퍼한다. 지금까지 ‘SEIKA의 하늘’에 대해서 서로 이야기할 수 없었던 모모치와는 의기투합하며, ‘SEIKA의 하늘’ 이야기에 꽃을 피운다.
만화가를 목표로 하여서 마사오(토모에)가 ‘카니카마 죠’임을 알고 자신이 그린 일러스트를 들고, 어시스턴트로 제자로 삼아 달라고 하지만 ‘SEIKA의 하늘’의 연재를 완결시켜야 하기에 마사오(토모에)는 거절한다.
마사오가 의식이 돌아오고 ‘다녀오셨습니까’라며 현관 앞에서 포옹하며 그가 살아난 것을 기뻐하며, 지금까지 좋지 않았던 아들과의 관계를 회복시킨다.
토모에가 사망하고 1년 후, 유명 여배우와 아저씨가 몸이 바뀌는 ‘그대의 이름은’(おぬしの名は)라는 만화를 맥시멈 편집부에 내어서 키노사키가 담당하는 것이 결정된다.

### 특별 출연
- 스즈키 타쿠 : 클레임 손님 역 - 1화, 3화 회상신, 마지막 화에 출연,
‘슈퍼 유메하나’ 세일 상품인 소고기가 전단지에 ‘오늘’이라고 적혀있던 것을 보고 품절이 되었지만 판매하라며 캐셔를 하고 있던 노조무에게 클레임을 걸지만 계산을 기다리던 토모에의 뛰어차기에 당한다.
토모에가 사망하고 1년 후, 다시 전단지에 적힌 세일 상품인 오오마의 참다랑어가 없다고 ‘슈퍼 유메하나’의 캐셔에게 클레임을 건다. 사람으로써 성장한 모모치가 토모에처럼 뛰어차기를 하려고 하였지만, 넘어진다. 넘어지면서 날아가버린 모야오 캐릭터 굿즈를 들고 돌아가버린다.
- 카와모리타 마사토 : 의사 역 - 2화에 출연
모모치가 비항기 사고로 사망하고 반송된 나하 시립 종합 의료 센터 의사
- 세시오: 청소부 - 1화에 출연
‘아라이구마 청소’에서 일하는 마사오의 동료이다. 마사오가 행방불명되고 일에 오지 않는 것을 난처해하고 있다.
- 호리 미오나[4] : 신인 만화가 역 - 마지막 화 출연
‘주간 소년 맥시멈’이 다루는 신인 만화가이다. 타카미자와는 그녀에게 젊었을 적 토모에의 모습을 떠올린다[4].
- 시라하타 신이치, 사타케 모모카 : 추첨회계(抽選会係) 역[b]
천계의 추첨회의 추첨회계이다. 1등인 사람으로 빙의를 얻게 된 토모에게 누군가에게 빙의를 하게 하는 동안 천계에서의 일은 잊게 된다고 말한다.

## 주제가
- 여는 곡 - 3월의 판타지아 〈幸福なわがまま / 행복의 제멋대로〉(SACRA MUSIC)[5]
- 닫는 곡 - SUPER BEAVER〈愛しい人 / 아름다운 사람〉(Sony Music Records)[6]

## 방영 일정
| 2021년   | 2021년   | 2021년 |
| 회차     | 방송일   |        |
| -------- | -------- | ------ |
| EPISODE1 | 4월 30일 |        |
| EPISODE2 | 5월 7일  |        |
| EPISODE3 | 5월 14일 |        |
| EPISODE4 | 5월 21일 |        |
| EPISODE5 | 5월 28일 |        |
| EPISODE6 | 6월 4일  |        |
| EPISODE7 | 6월 11일 |        |
| EPISODE8 | 6월 18일 |        |

## 웹툰판
2021년 4월 30일 오전 12시부터 드라마 만화판이 전자서적 사이트 ‘Renta!’에 등장하였으며 매주 본편 방송과 연동해서 업데이트된다. 첫 화는 예고편인 ‘#0’가 공개되었으며, 일주일 후인 5월 7일부터 오전 12시에 ‘#1’가 공개된 이후에 매주 금요일 오전 12시에 최신화가 공개된다.
웹툰 공개에 따라서 아소 쿠미코가 연기하는 만화가 카니카마 죠와 유이즈키 토모에가 극중의 직책 그대로 출연하는 방송 연동 광고가 제작되었으며 드라마 본편의 첫 화부터 마지막 화까지 방송 시간 내와 TVer을 시작으로 하는 다시보기 서비스 내에서 방송 및 서비스된다.

## SEIKA의 하늘
본편에서 카니카마 죠가 집필하는 “SEIKA”의 하늘을 실사 드라마화하였다. 본편 제5화 방송 후, TELASA에서 공개되었으며, 2022년 5월 27일에 공개가 종료될 예정이다.

### 등장 인물
- 후지에다 요시키[8] : 나메류 캬베지로(浪流キャベ次郎) 역
- 쿠보즈카 아이루[8] : 쿠레나이 리코핑(紅リコピン) 역
- 미우라 쇼헤이[8] : 키류인 피멘(鬼龍院ピーメン) 역
- 이우라 아라타[8] : 시라누이 콘다이스케(不知火コン乃介) 역
- 마츠자카 토리[8] : 마메다 모야오(豆田モヤオ) 역
- 스미타 타카시[8] : 나슷테(ナスッテ) 역

### 방송 시간
| 서비스 사이트 | 업로드 기간                | 지역     |
| ------------- | -------------------------- | -------- |
| TELASA        | 2021년 5월 19일 ~ 6월 12일 | 일본     |
| 도라마코리아  | 2021년 7월 2일             | 대한민국 |

### 공개 일정
| 회차  | 공개일   | 부제목                                           |
| ----- | -------- | ------------------------------------------------ |
| 제1화 | 5월 29일 | 제1장 전설의 5인의 용자 (第一章 伝説の5人の勇者) |
| 제2화 | 6월 5일  | 제2장 보라색 가지 사람 (第二章 紫のナスの人)     |
| 제3화 | 6월 12일 | 최종장 청춘! 베지터블! (最終章 青春!ベジタブル!) |

### 내용주
1. ↑  1등은 사람으로 빙의, 2등은 개로 빙의, 3등은 벌레로 빙의함에 따라서 일시적으로 현세에서 소생하는 시스템이다.
2. ↑  역할명은 자막 방송에서 확인되었다.

### 참조주
1. 1 2 3 4 5 6 7  “松坂桃李、キャリア史上最ポンコツキャラに 井浦新がラブコメ＆“ヒロイン”初挑戦「46歳にして…」” [마츠자카 토리, 캐리어 사상 최고의 쓰레기 캐릭터로 이우라 아라타가 로코＆“여주인공” 첫 도전 "46세로 해서..."]. 《ORICON NEWS》 (일본어). 2021년 3월 2일에 확인함.
2. 1 2 3 4 5 6 7 8 9 10 11 12 13  “三浦翔平、松坂桃李の恋のライバルに 『あのときキスしておけば』出演” [미우라 쇼헤이, 마츠자카 토리의 사랑의 라이벌로 "그때 키스해 두었더라면" 출연]. 《ORICON NEWS》 (일본어). 2021년 3월 25일에 확인함.
3. 1 2 3 4 5 6 7 8 9 10  “あのときキスしておけば　公式ホームページ” [그때 키스해 두었더라면 공식 홈페이지]. 《www.tv-asahi.co.jp》 (일본어). 2021년 3월 25일에 확인함.
4. 1 2  “堀未央奈、新人漫画家役で『あのキス』最終回にサプライズ出演 “やばみざわ”が衝撃行動” [호리 미오나, 신인 만화가 역으로 "그키스" 마지막화에 출연 “야바미자와”가 충격적인 행동]. 《ORICON NEWS》 (일본어). 2021년 6월 16일에 확인함.
5. ↑  “松坂桃李主演「あのときキスしておけば」のOPテーマが三月のパンタシア「幸福なわがまま」に決定 | 芸能ニュースならザテレビジョン” [마츠자카 주연의 "그때 키스해 두었더라면의 여는 곡을 3월의 판타지아 '행복의 제멋대로로 결정 | 예능 뉴스라면 더 텔레비전]. 《ザテレビジョン》 (일본어). 2021년 4월 17일에 확인함.
6. ↑  “SUPER BEAVERニューシングル「愛しい人」が、ドラマ「あのキス」主題歌に決定！【コメントあり】 | 芸能ニュースならザテレビジョン” [SUPER BEAVER 새 싱글 '아름다운 사람'이 드라마 "그때 키스" 주제가로 결정!【코맨트 있음】 | 예능 뉴스라면 더 텔레비전]. 《ザテレビジョン》 (일본어). 2021년 4월 14일에 확인함.
7. 1 2  “松坂桃李主演『あのキス』が漫画化 “蟹釜ジョー”麻生久美子が連動CMに出演” [마츠자카 토리 주연 "그때 키스"가 만화화 "카니카마 죠" 아소 쿠미코가 광고에 출연]. 《ORICON NEWS》 (일본어). 2021년 4월 29일에 확인함.
8. 1 2 3 4 5 6 7 8  “<あのときキスしておけば> 劇中漫画『SEIKAの空』がスピンオフドラマとして実写化!” [<그때 키스해 두었더라면> 극중 만화 !SEIKA의 하늘"이 스핀오프 드라마로 실사화!]. 《ザ・テレビジョン》 (일본어). 2021년 5월 26일. 2021년 5월 26일에 확인함.